# ジムノソフィ
ジムノソフィ（Gymnosophy）は、19世紀の終わりから20世紀半ばにかけてヨーロッパとアメリカで実践された運動・哲学。実践には、裸、禁欲主義、瞑想が含まれている。 

## 歴史
20世紀初頭、この用語は、裸の人体は自然の状態であり、社会の改善のために広く受け入れられるべきであるという中心的な考えを含む幅広い哲学を表すために、いくつかのグループによって使用された。この哲学は、ヌーディズムと密接に関連しており、ヒッピー・ムーブメントとも密接に関連している。 